# Ética hacker
Ética hacker é a expressão que descreve os valores morais e filosóficos na comunidade hacker. O principio da cultura hacker e sua filosofia originaram-se no Instituto de Tecnologia de Massachusetts (Massachusetts Institute of Technology, MIT) nos anos 1950 e 1960. O termo Ética Hacker foi atribuído ao jornalista Steven Levy, conforme descrito no seu livro intitulado Hackers: Heroes of the Computer Revolution publicado em 1984. As diretrizes da ética hacker ajudam a esclarecer como os computadores evoluíram para os dispositivos pessoais que usamos e confiamos hoje em dia. O ponto chave da ética é o livre acesso a informações e melhoria da qualidade de vida, o que também fica enfatizado na obra de Pekka Himanen, The Hacker Ethic: and the Spirit of the Information Age, quando oferece uma reflexão sobre o mundo do do trabalho.
Embora alguns princípios da ética hacker tenham sido descritos em outros textos, como Computer Lib/Dream Machines (1974), por Theodor Nelson, aparentemente Levy foi o primeiro a documentar a filosofia e seus fundadores.
A ética hacker foi descrita como um "novo estilo de vida, com uma filosofia, uma ética e um sonho". Ao invés de serem abertamente debatidos e discutidos, os elementos da ética hacker foram aceitos em um acordo silencioso.
O movimento do software livre nasceu de seguidores da ética hacker nos anos 80. Seu fundador, Richard Stallman, é referido por Steven Levy como "o último verdadeiro hacker ". Hackers modernos que aderem à ética hacker, especialmente os mais ativos, são geralmente adeptos ao software livre e código aberto. Isso ocorre porque o software livre e o código aberto permitem aos hackers acessarem o código-fonte usado para criar o software, possibilitando que este seja melhorado ou reutilizados em outros projetos. Para saber mais recomendo que leia a bíblia hacker

## As éticas hackers
No prefácio do seu livro Hackers: Heroes of the Computer Revolution, Steven Levy registrou os princípios da ética hacker:
- Compartilhamento
- Abertura
- Descentralização
- Livre acesso aos computadores
- Melhoria do mundo

Além desses princípios, Levy também detalhou a ética hacker no capítulo 2, The Hacker Ethic:
O acesso a computadores - e qualquer outro meio que seja capaz de ensinar algo sobre como o mundo funciona - deve ser ilimitado e total.
Esse preceito sempre se refere ao imperativo "mão na massa". Isto é, se um hacker precisa enviar várias mensagens para celulares sem pagar, ao invés de entrar várias vezes na interface web e enviar uma mensagem por vez, ele descobrirá como a interface web funciona e fará um programa automático para o envio de mensagens de forma mais ágil e com menos desperdício de tempo.
Toda a informação deve ser livre.
Na sociedade de consumo de hoje, tudo é transformado em mercadoria e vendido.
Isso inclui a informação. Mas a informação, só existe na mente das pessoas. Como não se possui a mente de outra pessoa, não podemos comercializar informações. Uma analogia semelhante é a do velho índio Chefe Touro-Sentado ao dizer "a terra não pode ser possuída".
O hacker busca a informação diariamente e tem prazer em passá-la para quem quer "pensar" e "criar" coisas novas.
Desacredite a autoridade e promova a descentralização.
Um hacker não aceita os famosos argumentos de autoridade e não acredita na centralização como forma ideal de coordenar esforços.
Hackers devem ser julgados segundo seu hacking, e não segundo critérios sujeitos a vieses tais como graus acadêmicos, raça, cor, religião, posição ou idade.
Essa é a base da meritocracia. Se você é bom mesmo, faça o que você sabe fazer e os demais o terão em alta conta. Não apareça com diplomas e certificados que para nada mais servem além de provar que você não sabe do que está falando e tenta esconder esse fato. Isso também pode ser visto num dos documentos de maior expressão das cultura hacker de todos os tempos: o "Manifesto Hacker", publicado no e-zine Phrack 7, em 1986, por The Mentor, logo após ele ter sido preso: "[...] Sim, eu sou um criminoso. Meu crime é o da curiosidade. Meu crime é o de julgar as pessoas pelo que elas dizem e pensam, não pelo que elas parecem ser. [...]"
'Você pode criar arte e beleza no computador.
Hacking é equivalente a arte e criatividade. Uma boa programação é uma arte única, que possui a assinatura e o estilo do hacker.
Computadores podem mudar sua vida para melhor.
Hackers olham os computadores como a lâmpada de Aladim que eles podem controlar. Acreditam que toda a sociedade pode se beneficiar se experimentar esse poder e se todos pudessem interagir com os computadores da forma como os hackers fazem, a ética hacker penetraria toda a sociedade e os computadores melhorariam o mundo. O primeiro objetivo do hacker é ensinar à sociedade que o computador abre um mundo ilimitado.

### Compartilhamento
Segundo os relatos de Levy,  compartilhar era a regra e o esperado dentro da cultura hacker não corporativa. O princípio do compartilhamento foi resultado da atmosfera informal e do acesso não burocrático aos recursos no MIT. No início da era dos computadores e da programação, os hackers do MIT desenvolviam os programas e os compartilhavam com outros usuários.
Se o hack fosse particularmente bom, então o programa poderia ser postado em um quadro em algum lugar perto dos computadores. Outros programas que fossem construídos em cima deste melhorando-o, eram arquivados em fitas e guardados em uma gaveta de programas, de fácil acesso a outros hackers. A qualquer momento, um hacker poderia abrir a gaveta, escolher o programa e começar a incrementá-lo ou "bumming" para torná-lo melhor. Bumming refere ao processo de tornar o código mais conciso, de modo que mais pode ser feito em menos instruções, economizando memória para outras melhorias.
Na segunda geração de hackers, o compartilhamento era feito não só com os outros hackers, mas também com o público em geral. Uma organização especial de hackers que estavam interessados com a partilha de computadores com o público em geral chamava-se Community Memory. Este grupo de hackers e idealistas colocava computadores em lugares públicos para qualquer pessoa usar. O primeiro computador comunitário foi alocado no lado de fora Leopold's Record em Berkeley, Califórnia.
Outro compartilhamento de recursos ocorreu quando Bob Albrecht forneceu soluções para uma organização sem fins lucrativos chamada People's Computer Company (PCC). PCC abriu um centro de informática, onde qualquer pessoa poderia usar seus computadores por cinquenta centavos a hora.
Essa prática de compartilhamento da segunda geração contribuiu para as batalhas de software livre e aberto. Na verdade, quando Bill Gates distribuiu a versão BASIC para o Altair com a comunidade hacker, Gates afirmou ter perdido uma considerável soma de dinheiro, porque poucos usuários pagaram pelo software. Como resultado, Gates escreveu uma Carta Aberta para Hobbyists. Esta carta foi publicada por várias revistas de informática e boletins informativos, mais notável o do Homebrew Computer Club com grande repercussão.

### Práticas imperativas
Muitos dos princípios e dogmas da ética hacker contribui para um objetivo comum: as Práticas Imperativas. Como Levy descreveu no capítulo 2, "hackers acreditam que as lições essenciais podem ser aprendidas sobre os sistemas – sobre o mundo – separando as coisas, vendo como elas funcionam, e usar esse conhecimento para criar coisas novas e mais interessantes".
Empregar as Práticas Imperativas requer livre acesso, informação aberta e partilha de conhecimento. Para um verdadeiro hacker, se as Práticas Imperativas são restritas, então os fins justificam os meios para fazê-lo sem restrições para que as melhorias possam ser feitas. Quando esses princípios não estão presentes, os hackers tendem a contorná-las. Por exemplo, quando os computadores do MIT foram protegidos por travas físicas ou programas de login, os hackers trabalharam sistematicamente em torno deles, a fim de ter acesso às máquinas. Os hackers assumiram uma "cegueira intencional" em busca da perfeição.
Este comportamento não era de natureza maliciosa: os hackers do MIT não procuraram prejudicar os sistemas nem seus usuários (embora brincadeiras ocasionais foram feitas utilizando sistemas de computador). Isto contrasta profundamente com o moderno, a mídia incentivou a imagem do hacker que quebra sistemas de segurança, a fim de roubar informações ou completar um ato de vandalismo cibernético.

### Comunidade e colaboração
Ao longo dos textos sobre hackers e seus processos de trabalho, um valor comum de comunidade e colaboração está presente. Por exemplo, nos Hackers de Levy, cada geração de hackers tinha comunidades locais onde ocorria a colaboração e o compartilhamento. Para os hackers do MIT, foi nos laboratórios, onde os computadores funcionavam. Para os hackers de hardware (segunda geração) e os hackers do jogos (terceira geração) a área geográfica foi centrada no Vale do Silício, onde o Homebrew Computer Club e  a People's Computer Company ajudou a rede de hackers, colaborando,  e compartilhando o seus trabalhos.
O conceito de comunidade e colaboração ainda é relevante hoje em dia, embora hackers já não estão limitados a colaboração em regiões geográficas. Agora colaboração acontece através da Internet. Eric Steven Raymond identifica e explica esta mudança conceitual em A Catedral e o Bazar:

Antes da Internet barata, havia algumas comunidades locais pequenas aonde a cultura motivava a programação sem ego de Weinberg, e um desenvolvedor poderia facilmente atrair vários Kibitz qualificados e co-desenvolvedores. Bell Labs, o MIT AI e laboratórios LCS, UC Berkeley: estes se tornaram o lar de inovações que são lendários e continuam potentes.

Raymond também observa que o sucesso do Linux tenha coincidido com a ampla disponibilidade do World Wide Web. O valor da comunidade ainda é muito praticado e usado nos dias atuais.

## "Verdadeiros hackers" de Levy
Levy identifica vários "verdadeiros hackers" que influenciaram significativamente a ética hacker. Alguns "verdadeiros hackers" bem conhecidos:
- John McCarthy: co-fundador da MIT Artificial Intelligence Lab e Stanford AI Laboratory
- Bill Gosper: matemático e hacker
- Richard Greenblatt: programador e projetista inicial da Máquina Lisp
- Richard Stallman: programador e ativista político, bem conhecido pelo GNU, Emacs e pelo Movimento de Software Livre

Levy também identificou os "hackers de hardware" (a "segunda geração", centrada principalmente no Vale do Silício) e os "hackers de jogos" (ou "terceira geração"). Todas as três gerações de hackers, de acordo com Levy, incorpora os princípios da ética hacker. Alguns hackers da "segunda geração" de Levy incluem:
- Steve Wozniak: um dos fundadores da Apple
- Bob Marsh: designer do computador Sol-20
- Fred Moore: ativista e fundador do Homebrew Computer Club
- Steve Dompier: um membro do Homebrew Computer Club e hacker que trabalhou com o início do Altair 8800
- Lee Felsenstein: um hardware hacker e co-fundador do Community Memory e do Homebrew Computer Club, designer do computador Sol-20
- John Draper: uma figura lendária no mundo da programação de computadores, escreveu EasyWriter, o primeiro processador de texto

A "terceira geração" praticante da ética hacker inclui:
- John Harris: um dos primeiros programadores contratados para o On-Line Systems (que mais tarde se tornou Sierra Entertainment)
- Ken Williams: junto com a esposa Roberta, fundou o On-Line Systems depois de trabalhar na IBM

## Comparação com ética "cracker"
Steven Mizrach, que se identifica com os estudos de CyberAnthropologist , comparou "Antiga Ética Hacker" de Levy com a "Nova Ética Hacker" prevalente nos hackers. Em seu artigo intitulado "Existe uma ética hacker para Hackers dos anos 90?" ele faz a afirmação controversa de que a "Nova Ética Hacker" tem sido uma evolução contínua da mais antiga, apesar de ter sido submetido a uma mudança radical. Ainda assim, enquanto a natureza de atividade de hackers evoluem devido à disponibilidade de novas tecnologias (por exemplo, a popularização do computador pessoal, ou das redes sociais da internet), uma parte da Ética Hacker – em particular sobre o acesso, compartilhamento e comunidade – permanece a mesma.

## Outras descrições
Em 2001, o filósofo finlandês Pekka Himanen promoveu a ética hacker em oposição à ética protestante do trabalho. Na opinião de Himanen, a ética hacker está mais intimamente relacionado com a Ética das Virtudes encontrada nos escritos de Platão e de Aristóteles. Himanen explicou essas idéias em um livro, A Ética Hacker e o Espírito da Era da Informação, com um prólogo contribuído por Linus Torvalds e um epílogo por Manuel Castells.
Neste manifesto, os autores escreveram sobre uma ética hacker centrado em torno de paixão, trabalho duro, criatividade e alegria na criação de software. Ambos Himanen e Torvalds foram inspirados pelo Sampo na mitologia finlandesa. O Sampo, descrito na saga Kalevala, era um artefato mágico construído por Ilmarinen, o deus ferreiro, que trouxe boa sorte ao seu dono, ninguém sabe exatamente o que deveria ser. O Sampo tem sido interpretada de muitas maneiras: um pilar do mundo ou árvore do mundo, uma bússola ou astrolábio, um baú contendo um tesouro, uma moeda bizantina, um escudo decorado do período Vendel, uma relíquia cristã etc. [carece de fontes?].

## Leitura complementar
- Himanen, Pekka. (2001). The Hacker Ethic and the Spirit of the Information Age. Random House. ISBN 0-375-50566-0
- Levy, Steven. (1984, 2001). Hackers: Heroes of the Computer Revolution (updated edition). Penguin. ISBN 0-14-100051-1
- Weinberg, Gerald M. (2001) [1998]. The psychology of computer programming Silver anniversary ed. New York, NY: Dorset House Publ. ISBN 978-0-932633-42-2